# トリプロピレン
トリプロピレン(Tripropylene)またはプロピレン三量体(propylene trimer)は、化学式C9H18で表される有機化合物の混合物である。この混合物は、プロペンのオリゴ化によって得られる。
C3H6  →   C9H18
この過程で、右図のように、二重結合のうち2つが失われ、1つが残る。この反応は、ポリリン酸のような酸によって触媒される。様々な種類の触媒が探索されている。反応は、カルボカチオン((CH3)2CH+)の形成を介して進行し、これが他のプロピレン単位を攻撃して新しいカルボカチオン等を生じる。この過程は、(C3H6)nの混合物をもたらす。
他のアルケンと同様に、トリプロピレンはアルキル化剤として用いられる。多くの界面活性剤や潤滑剤は、芳香族基質のアルキル化によって生産される。